# Kensington (juego)

Tablero de Kensington, el cual usa teselado rombitrihexagonal.

Kensington es un juego de tablero estratégico abstracto ideado por Brian Taylor y Peter Forbes en 1979, nombrado en honor al barrio de Londres.

## Tablero
La geometría del tablero está basada en un patrón de teselado rombitrihexagonal y consiste en la combinación de hexágonos, cuadrados y triángulos regulares.

## Reglas
Los dos jugadores, Rojo y Azul, colocan piezas en las intersecciones del tablero alternadamente hasta que cada uno haya colocado quince. Luego alternan turnos moviendo una sola pieza a lo largo de una línea a un vértice adyacente. El objetivo es colocar las piezas en los seis vértices de un hexágono blanco o un hexágono del color propio.
Si un jugador forma un triángulo, tiene derecho a reubicar dos piezas enemigas. Al formar un triángulo y un cuadrado simultáneamente le permite a uno reubicar solo dos piezas enemigas.
Normalmente, quienquiera que forme el primer triángulo o cuadrado seguramente podrá dispersar las piezas del oponente y ganar sin dificultad. La complejidad del juego gira en torno a ser el primero en dispersar las fichas del otro. La colocación y movimiento de las piezas es un reminiscente del juego del molino.

## Comercio
En un proyecto empresarial paralelo al Trivial Pursuit en Canadá, los inventores británicos establecieron su propia compañía para fabricar y publicar el juego. Esto atrajo a una buena cantidad de atención de la prensa en el momento y Kensington consiguió ser nombrado juego del año en el Reino Unido. La atención al juego duró poco y ahora está fuera de impresión.

### Edición de 1979
Una edición de 1979 fue vendida en un paquete similar a un álbum doble. La parte delantera tenía un corte que mostraba el centro del tablero de juego de una pieza no plegable que podía deslizarse fuera de la funda como un álbum. Las reglas estaban impresas en el interior y en la parte posterior se mostraba a los autores del juego jugando en las escalinatas del Albert Memorial. En las reglas los autores ofrecieron un premio de 10.000 libras a la primera persona que encontrara una posición en la que ninguno de los jugadores (en un juego de dos jugadores) se pudiera mover.